# Grand'Combe-Châteleu
Grand'Combe-Châteleu is een gemeente in het Franse departement Doubs (regio Bourgogne-Franche-Comté). De plaats maakt deel uit van het arrondissement Pontarlier. Grand'Combe-Châteleu telde op 1 januari 2022 1.507 inwoners.

## Geografie
De oppervlakte van Grand'Combe-Châteleu bedraagt 21,46 vierkante kilometer;, de bevolkingsdichtheid is 69 inwoners per km² (per 1 januari 2019).
De onderstaande kaart toont de ligging van Grand'Combe-Châteleu met de belangrijkste infrastructuur en aangrenzende gemeenten.

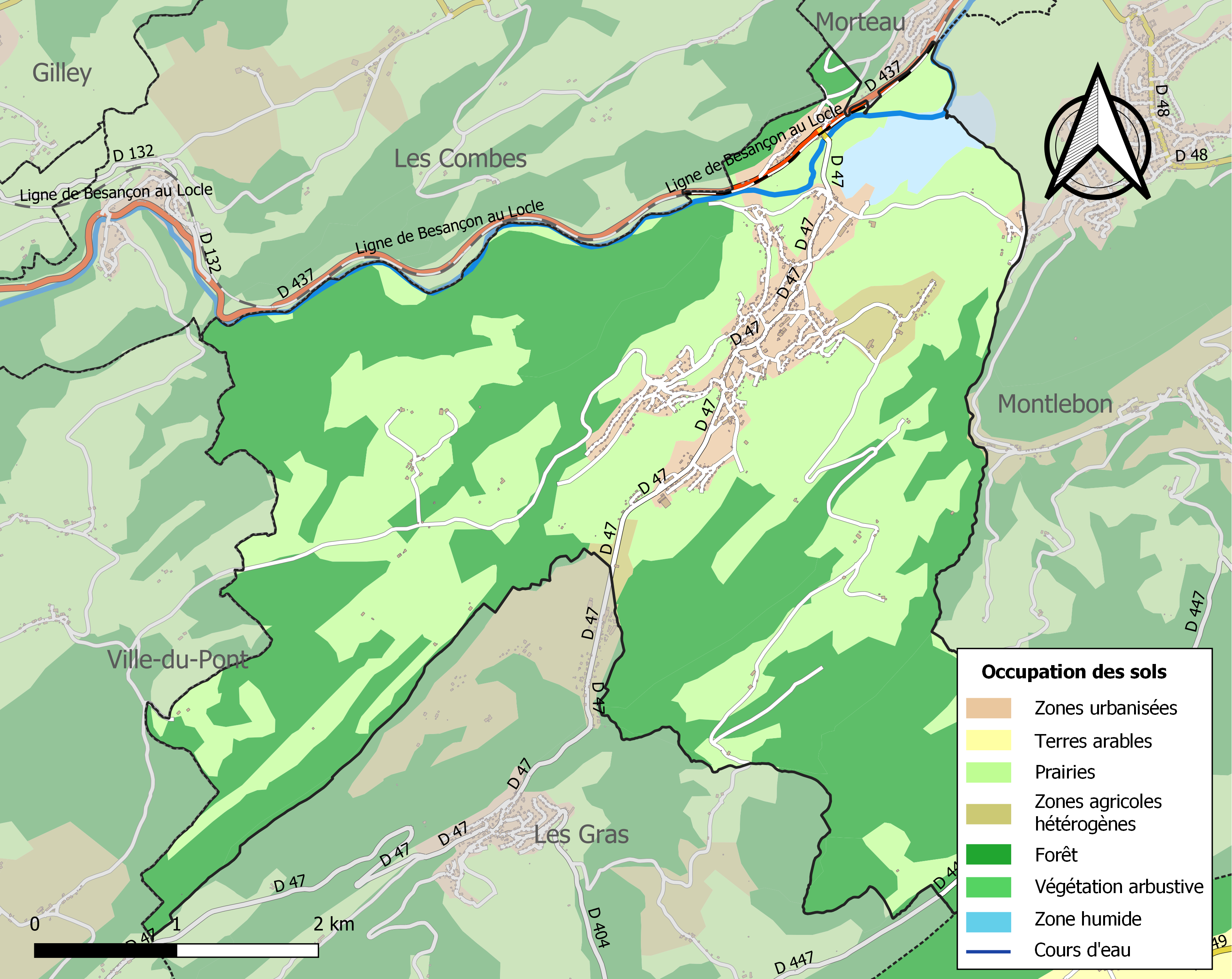

## Demografie
Onderstaande figuur toont het verloop van het inwonertal (bron: INSEE-tellingen).